# La Mata de Ledesma
La Mata de Ledesma är en ort i Spanien.   Den ligger i provinsen Provincia de Salamanca och regionen Kastilien och Leon, i den centrala delen av landet, 200 km väster om huvudstaden Madrid. La Mata de Ledesma ligger 815 meter över havet och antalet invånare är 131.
Terrängen runt La Mata de Ledesma är platt. Runt La Mata de Ledesma är det glesbefolkat, med 10 invånare per kvadratkilometer. Närmaste större samhälle är Ledesma, 10,1 km norr om La Mata de Ledesma. Trakten runt La Mata de Ledesma består till största delen av jordbruksmark.